# Danau (Kuantan Hilir)
Danau is een bestuurslaag in het regentschap Kuantan Singingi van de provincie Riau, Indonesië. Danau telt 402 inwoners (volkstelling 2010).